# Октен
Октен — непредельный углеводород гомологического ряда алкенов с химической формулой С8Н16. 1-октен называется альфа-олефином.
Наиболее часто 1-октен образуется как побочный продукт каталитического или термического крекинга нефти.
При нормальных условиях октен представляет собой бесцветную жидкость с резким неприятным запахом.